# Witte lading
Witte lading is een thriller van auteur Stuart Woods uit 1989 en is in 1994 opnieuw gepubliceerd onder de titel Coke.

## Het verhaal
Catledge heeft het goed voor elkaar. Hij is schatrijk, heeft een riant buitenhuis, een zeewaardig jacht en tijd genoeg om met zijn vrouw en kind een zeiltocht te maken in het Caribisch gebied.
Alles loopt voorspoedig, maar dan slaat het noodlot toe. Even buiten de kust van Colombia wordt het zeiljacht overvallen door dieven. Alleen Catledge overleeft het drama.
In het holst van de nacht gaat enkele maanden later de telefoon. Over de zeer slechte verbinding hoort hij "Pappa..."
Is het zijn dood gewaande dochter Jinx? Leeft ze nog? Is ze ontvoerd? Hij is vastbesloten haar te vinden en vertrekt naar Colombia.

## Personages
- "Cat" Catledge
- Jinx Catledge, dochter